# Just Stand Up!
"Just Stand Up!" é uma canção com vocais de Beyoncé, Mary J. Blige, Rihanna, Fergie, Sheryl Crow, Melissa Etheridge, Natasha Bedingfield, Miley Cyrus, Leona Lewis, Carrie Underwood, Keyshia Cole, LeAnn Rimes, Ashanti, Ciara & Mariah Carey. A canção foi produzida por Kenneth "Babyface" Edmonds e Antonio "L.A." Reid para a campanha "Stand Up to Cancer" e foi lançada dia 2 de setembro de 2008.

## Performance ao vivo
Todas as cantoras, exceto LeAnn Rimes, Sheryl Crow e Melissa Etheridge cantaram "Just Stand Up!" ao vivo no "Stand Up to Cancer" no dia 5 de setembro de 2008. Nicole Scherzinger das Pussycat Dolls cantou no lugar de Sheryl Crow. Sheryl e Melissa não cantaram com as outras, pois se apresentaram em outros momentos do programa. A apresentação passou-se Ao Vivo nos canais americanos ABC, CBS e NBC.

## Faixas e Formatos
| Download digital |                                    |         |  |
| N.º              | Título                             | Duração |  |
| 1.               | "Just Stand Up!"                   | 3:27    |  |
| 2.               | "Digital Booklet - JUST STAND UP!" |         |  |

| Download digital (relançado) |                  |         |  |
| N.º                          | Título           | Duração |  |
| 1.                           | "Just Stand Up!" | 3:27    |  |

| CD single |                          |         |  |
| N.º       | Título                   | Duração |  |
| 1.        | ""Just Stand Up!""       | 3:27    |  |
| 2.        | "Just Stand Up! (vídeo)" | 3:41    |  |

## Desempenho nas paradas
Na semana de 13 de Setembro, a música estreou na Billboard Hot 100 em 78º. Na semana seguinte, a música foi a que subiu mais posições na parada: 67 no total, chegando ao 11º lugar nos EUA. No Reino Unido (UK Singles Chart), o single estreou em 39º lugar. No Canadá, estreou em 10º no dia 11 de Setembro. No Top 60 da Suécia, estreou em 51º. Na parada mundial, a música estreou em 19º entre os 40 melhores. No Brasil a música estreou nas radios no Top 50 na posição nº 3.
| Tabelas musicais (2008)                   | Melhor posição |
| ----------------------------------------- | -------------- |
| Austrália - Australian Singles Chart      | 39             |
| Áustria - Austrian Singles Chart          | 73             |
| Canadá - Canadian Hot 100                 | 10             |
| Estados Unidos - Billboard Hot 100        | 11             |
| Estados Unidos - Hot R&B/Hip-Hop Songs    | 57             |
| Estados Unidos - Pop 100                  | 18             |
| Itália - Italian Singles Chart            | 2              |
| Japão - Japanese Singles Chart            | 85             |
| Nova Zelândia - New Zealand Singles Chart | 19             |
| Reino Unido - UK Singles Chart            | 26             |
| Suécia - Swedish Singles Chart            | 51             |
| Tabelas musicais (2009)                   | Melhor posição |
| Portugal - Top 50 Nacional                | 25             |